# Dropull i Poshtëm
Dropull i Poshtëm là một xã trong quận Gjirokastër thuộc hạt Gjirokastër, Albania. Dân số năm 2005 là 8250 người.